# Largo (Musik)
Largo (italienisch für „breit“) ist eine musikalische Vortragsbezeichnung. Als Tempovorschrift ist Largo seit dem frühen 17. Jahrhundert nachweisbar. Giulio Caccini spricht von einer misura piu larga (1601), G. Frescobaldi von einem tempo largo (1615). Seit der Mitte des 17. Jahrhunderts ist Largo die typische Tempovorschrift des ruhigen 3/2- oder 3/4-Taktes, vor allem des Sarabandenrhythmus (A. Corelli), der aber nicht zerdehnt werden darf, denn mit der Vorschrift Largo ist im 17. und frühen 18. Jahrhundert kein sehr langsames Tempo, sondern eine geringe Modifikation des mittleren Zeitmaßes (Tempo ordinario) gemeint.
Die Tempodifferenz zwischen Largo und Adagio war bis zum Ende des 18. Jahrhunderts keiner festen Norm unterworfen. Zwar definieren Brossard (1703) und G. Walther (1732) das Largo als sehr langsames Zeitmaß (fort lentement) und als gedehntes, doppeltes Adagio (adagio adagio). Wesentlicher als die Tempodifferenz aber scheint der Unterschied zwischen dem gewichtigeren Vortrag des Largo und dem behutsameren des Adagio gewesen zu sein. Es wäre sonst widersinnig, dass Händel Largo ma non adagio (Anthem In the Lord put I my trust, Gesamtausgabe XXXIV), Antonio Vivaldi Largo ma piu toste andante (Pincherle Nr. 211) vorschreibt. Auch in Haydns 88. Symphonie fordert die Vorschrift Largo weniger ein sehr langsames Zeitmaß als eine nachdrückliche Akzentuierung. Mozart verwendet die Bezeichnung Largo vor allem für rhythmisch pointierte langsame Einleitungen. Bei Beethoven, der Introduktionen eher als Grave bezeichnet, erscheint das Largo als beschwertes Adagio.
Largo assai und Largo molto bedeuten „sehr breit“. Der Superlativ Larghissimo („sehr breit“) ist schon im 17. Jahrhundert nachweisbar (A. Scarlatti, Clearco in Negroponte, 1686), wird aber selten verwendet. Das Diminutiv Larghetto („etwas breit“) findet sich dagegen häufig und bezeichnet im Unterschied zum gewichtigen Largo einen leichteren, fließenderen Vortrag, der sich bisweilen dem Andante annähert. Seine gemeinhin „Largo von Händel“ genannte Arie Ombra mai fu bezeichnete Händel selbst mit „larghetto“.